# Marco III di Alessandria (ortodosso)
Marco III di Alessandria (XII secolo – XIII secolo) è stato il 74º patriarca greco-ortodosso di Alessandria, dal 1180 al 1209.
Fu contemporaneo del papa della Chiesa ortodossa copta, che aveva il suo stesso nome Marco III di Alessandria.